# Interleukina 7
Interleukina 7 (skrót: IL-7) – cytokina produkowana przez komórki podścieliska szpiku oraz grasicy. Wytwarzana jest również przez keratynocyty, komórki dendrytyczne, neurony i komórki śródbłonka, ale nie jest produkowana przez limfocyty. U myszy pobudza proliferację prekursorów limfocytów B oraz limfocytów T, u ludzi tylko limfocytów T. Bierze również udział w różnicowaniu się limfocytów cytotoksycznych. Zaangażowana w odpowiedź na infekcję wirusem HIV.
Prekursor ludzkiej IL-7 jest białkiem zbudowanym ze 177 aminokwasów i jest kodowany przez gen położony na chromosomie 8.